# Ruth Waldburger
Ruth Waldburger (* 25. April 1951 in Herisau) ist eine Schweizer Filmproduzentin.

## Leben
Ruth Waldburger wuchs in Arosa und Herisau auf. Sie arbeitete 1974 als Sekretärin und Produktionsassistentin der Fernsehsendung Kassensturz sowie anschliessend in der Abteilung Information des Schweizer Fernsehens. 1977 absolvierte sie ein Praktikum als Aufnahmeleiterin bei Alain Tanner.
1982 wurde Waldburger Mitinhaberin der Xanadu Film. 1988 gründete sie eine eigene Produktionsfirma. Sie ist Inhaberin und Geschäftsführerin der Vega Film AG in Zürich, mit der sie über 80 Filme produziert hat, darunter sowohl Autorenfilme wie auch Komödien und Fernsehserien. Sie hat Filme namhafter Regisseure produziert, darunter Jean-Luc Godard, Alain Resnais, Gianni Amelio und Silvio Soldini. Zu den Filmgrössen, mit denen sie gearbeitet hat, zählen Marcello Mastroianni oder Alain Delon. Bereits 1991 arbeitete sie mit Brad Pitt, als dieser noch am Beginn seiner Karriere stand; da sie beteiligt war am Casting des späteren Stars, als dieser noch unbekannt war, wurde sie von der Presse wiederholt als seine «Entdeckerin» genannt.
Im Juli 2000 wurde Ruth Waldburger Mitgründerin und Geschäftsführerin der Verleihfirma Vega Distribution AG, welche Filme der Vega Film und anderer Produzenten in der Schweiz verleiht.
Im Januar 2015 erhielt sie den 17. Bremer Filmpreis für ihr «feines Gespür für Entdeckungen». 2023 wurde ihr der Ehrenpreis der Schweizer Filmakademie verliehen, der im Rahmen des Schweizer Filmpreises vergeben wird; in der Laudatio wird vor allem ihre Verdienste für die internationale Bedeutung des Schweizer Filmschaffens betont.

## Auszeichnungen
- 2003: Raimondo-Rezzonico-Preis, Internationales Filmfestival von Locarno
- 2015: Bremer Filmpreis[5]
- 2023: Ehrenpreis des Schweizer Filmpreises[7]

## Filmografie (Auswahl)
- 1990: Nouvelle Vague
- 1991: Auf der Suche nach Salome
- 1991: Johnny Suede
- 1991: Rien que des mensonges
- 1994: Die Direktorin (TV-Serie)
- 1996: Katzendiebe
- 1997: Das Leben ist ein Chanson
- 1998: De Fögi isch en Souhund (F. est un salaud)
- 2000: Komiker
- 2001: Roberto Succo
- 2001: Heidi
- 2002: Ernstfall in Havanna
- 2004: Die Kinder des Monsieur Mathieu (Les choristes)
- 2004: Bienvenue en Suisse
- 2004: Ferienfieber
- 2006: Cannabis – Probieren geht über Regieren
- 2007: Ein Tag
- 2011: Das Turiner Pferd
- 2011: Fliegende Fische müssen ins Meer
- 2012: Winterdieb
- 2013: Der grosse Kanton
- 2014: Liebe und Zufall
- 2018: Für meinen Glauben
- 2018: Fortuna
- 2020: Schwesterlein (My Little Sister)
- 2021: Tides